# Sân bay La Nubia
Sân bay La Nubia (IATA: MZL, ICAO: SKMZ) là một sân bay ở Manizales, Colombia. Sân bay có cự ly 8 km về phía đông nam trung tâm thành phố. Sân bay này chỉ có thể phục vụ máy bay nhỏ như Fokker 50, Dornier 328, De Havilland Dash 8 và ATR 42. 

## Hãng hàng không và điểm đến
| Hãng hàng không | Các điểm đến                              |
| --------------- | ----------------------------------------- |
| Clic Air        | Bogotá, Cartagena, Medellín–Olaya Herrera |